# Roberto Jacoby
Roberto Jacoby (29 de julio de 1944, Buenos Aires) es un artista conceptual y sociólogo argentino.

## Biografía

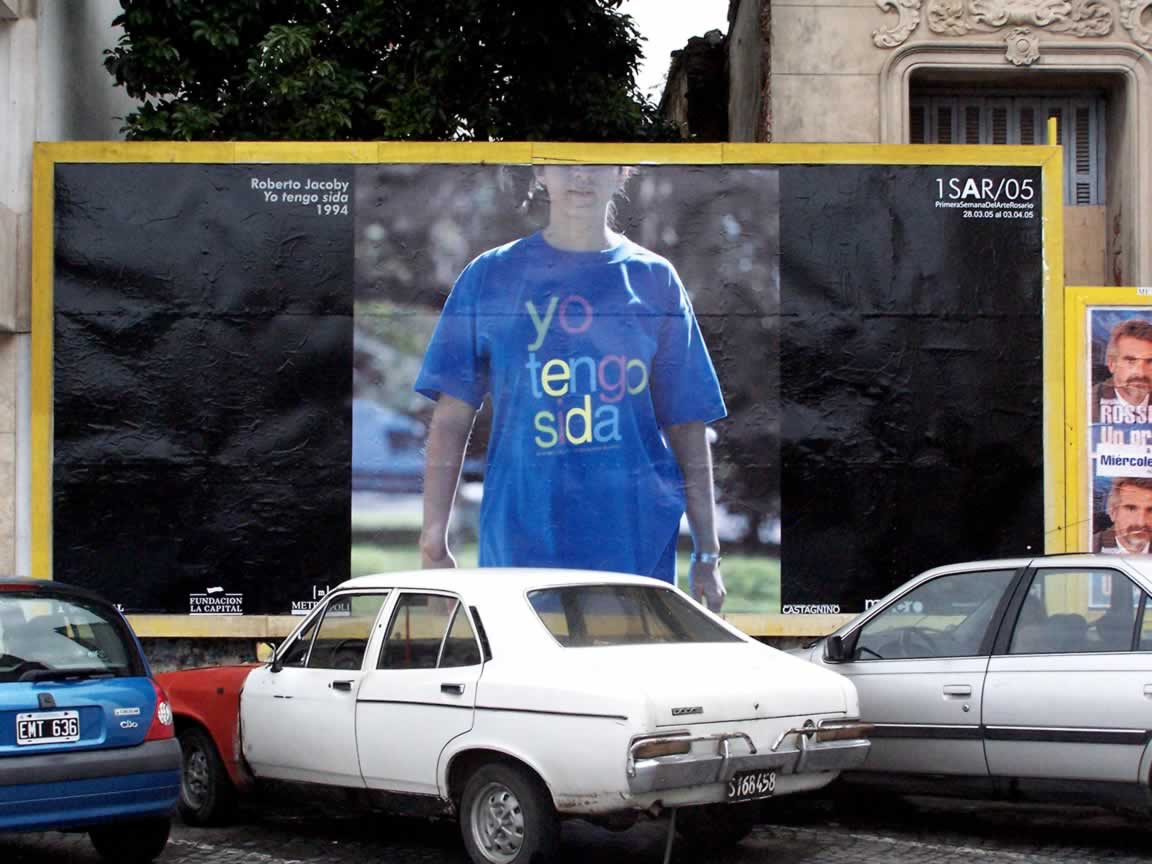
Afiche callejero de una campaña diseñada por Roberto Jacoby para 1SAR05, en 1994.

Jacoby ingresó a la carrera de Sociología de la Universidad de Buenos Aires en 1964. Se interesó especialmente por los problemas vinculados con los medios de comunicación, la semiología y la teoría sociológica. Luego de un viaje a Europa, donde visitó distintos artistas como Antonio Seguí, Rómulo Macció, Lea Lublin, Alberto Greco, decidió dejar la carrera de Sociología para dedicarse de forma exclusiva al arte.
En 1966, junto a Eduardo Costa y Raúl Escari promovió el arte y los medios a través del "Primer Manifiesto del Arte y Los Medios".
Fue miembro de la "generación del Di Tella" (Instituto Di Tella) participando en shows como "Experiencias del 68" y "Tucumán arde".
En 1967 viaja a Nueva York con Oscar Masotta junto a quien en Central Park, en el marco del encuentro hippie Be In, realiza la performance Mao y Perón, un solo corazón.
Junto a Mariana Sainz (conocida como Kiwi) crearon “Fabulous Nobodies” una agencia publicitaria ficticia. En 1994 iniciaron la campaña Yo tengo sida, la cual consistió en la confección de remeras estampadas con la frase "Yo tengo sida". El objetivo era reducir la distancia personal con la enfermedad y combatir la discriminación.
Autor del Proyecto Venus y Bola de nieve, fue ganador de la Beca Guggenheim en el 2002. Impulsó la Revista Ramona (2000-2010), y es el actual director de su versión digital.
Durante la década de 1980 compuso varias letras de canciones junto a Federico Moura y grabadas por Virus.
Su instalación Dark Room se exhibe en el Museo de Arte Latinoamericano de Buenos Aires (2005), la Bienal de Pontevedra (2006) y el Centro Cultural Recoleta (2007). En 2010 participa de la Bienal de San Pablo con la pieza El alma nunca piensa sin imágenes y en el 2011 el Museo Nacional de Arte Reina Sofía. inaugura una exposición retrospectiva de su producción con el título El deseo nace del derrumbe.